# Кабо-де-Орнос (комуна)

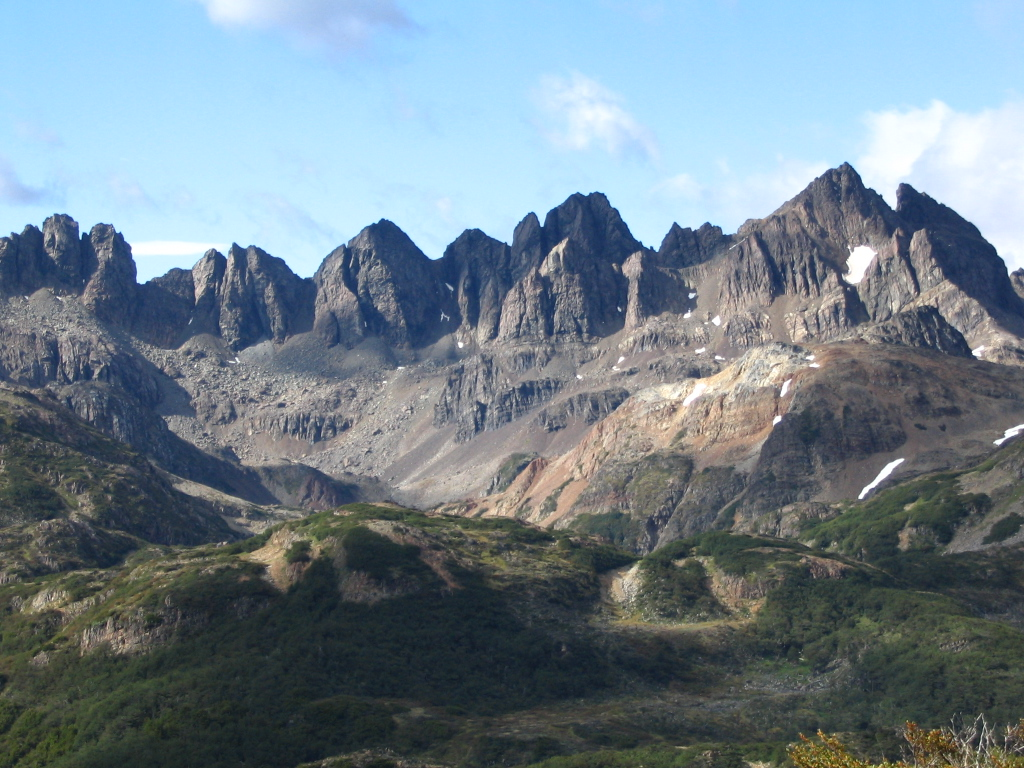
Пейзажі острова Наваріно

Кабо-де-Орнос  (ісп. Cabo de Hornos) — муніципалітет в Чилі. Адміністративний центр комуни і провінції Антарктика-Чілена — селище Пуерто-Вільямс. Населення — 1952 осіб (2002). Селище і комуна входить до складу провінції Антарктика-Чилена і області Магальянес і Чилійська Антарктика.
Територія комуни — 15 578,7 км². Чисельність населення — 2601 жителів (2007). Щільність населення — 0,15 чол/км².

## Розташування

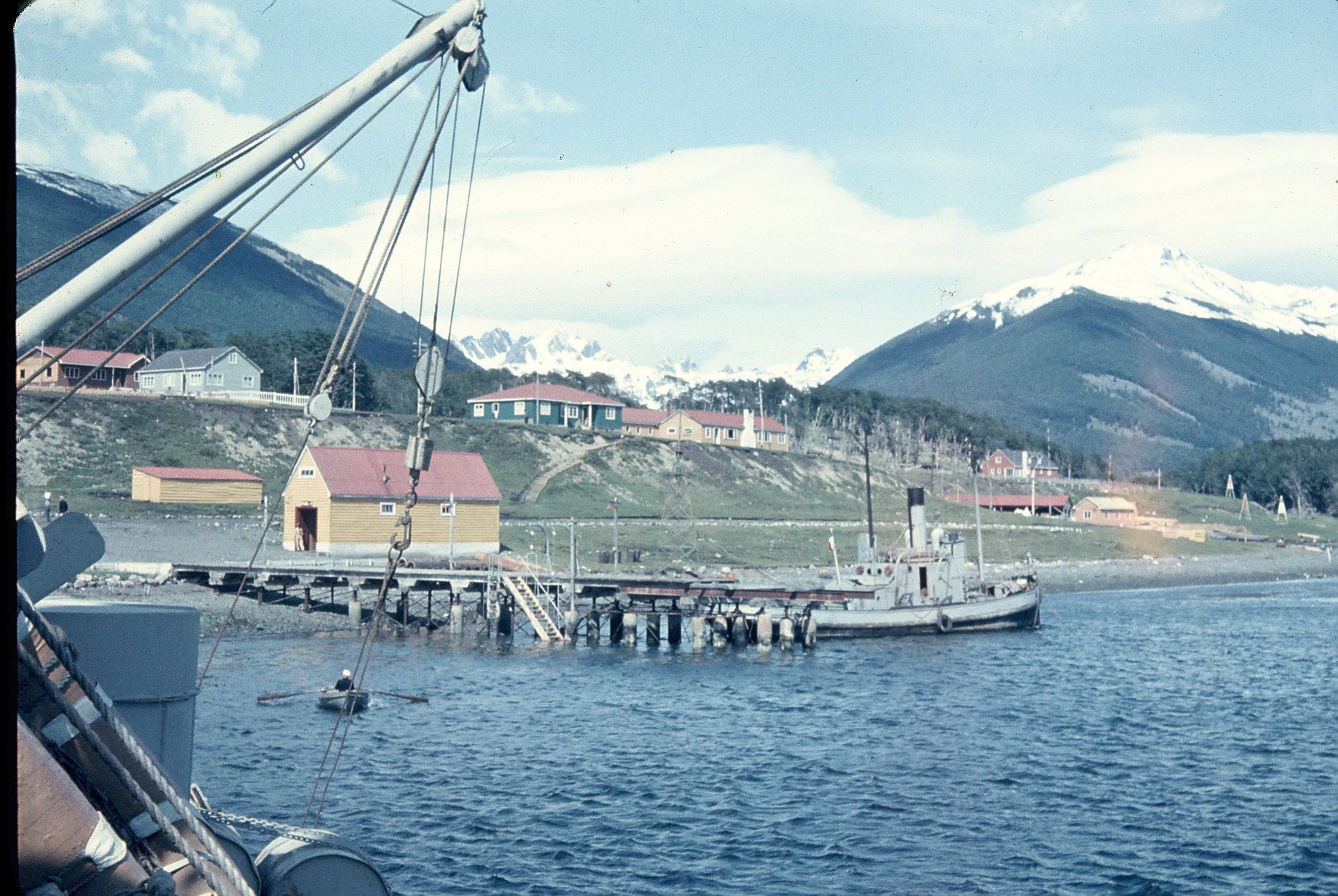
Пуерто-Вільямс в 1957 році

Територія комуни займає південну частину архіпелагу Вогняна Земля, в тому числі південний захід однойменного головного острова архіпелагу і численні острови південніше протоки Бігля, серед яких Осте, Наваріно, Гордон, Лондондеррі, Стьюарт, Леннокс, Ісла-Нуева, а також острови Вулластон (включаючи острів Горн з мисом Горн) і острова Дієго-Рамірес, найбільш південну частину Америки.
Західну частину комуни займає Національний Парк Альберто де Агостіні, з численними островами, каналами і фіордами. На півдні, на островах Вулластон, знаходиться Національний Парк мис Горн.
Селище Пуерто-Вільямс розташоване на півночі острова Наваріно на березі протоки протоки Бігля за 294 км на південний схід від адміністративного центру області міста Пунта-Аренас.
Комуна межує:
- На півночі — c комуною Тімаукель
- На північному сході — c аргентинської провінцією Вогняна Земля, Антарктида та острови Південної Атлантики
- На північному заході — c комуною Пунта-Аренас
- На заході — Тихий океан.
- На півдні — протока Дрейка, (на південному заході і частині півдня комуни розташований Тихий океан, на сході і південному сході комуни розташований Атлантичний океан).

## Історія
Ця територія в давнину була населена Яганами (або Яманами), кочовими човнярами і морськими мисливцями, які ходили між островами південніше протоки Бігля. Ці острови були відкриті в 1830 р англійським вітрильником Beagle під командуванням капітана Роберта Фіцроя, який назвав канали та острова іменами його чиновників і корабля.
Мис Горн був відкритий в 1616 році. З 1832 року на цій території були знайдені англіканські місіонери з Мальвінських островів, які були першими колоністами, народженими на Вогненній Землі. У 1881 році була встановлена межа з Аргентиною яка проходить по Вогненній Землі.
Золота лихоманка почалася в цих місцях в 1890 році. Близько 800 золотошукачів з Америки і Європи протягом кількох років експлуатували золотоносні піски на островах Ісла-Нуева, Леннокс, Піктон і в Пуерто-тор на острові Наваріно. До кінця XIX століття, коли держава почала продаж та оренду земель, розв'язався скотоводський бум, який залучив нових колоністів.
Ці дві міграції залучили в ці місця людей, що дозволило організувати комуну Наваріно, створену 30 грудня 1927 році і підпорядковану департаменту Вогняна Земля провінції Магальянес до 4 листопада 1975 року, коли була створена провінція Антарктика-Чилена з центром у селищі Пуерто-Вільямс. У 2001 році була комуна Наваріно була перейменована в Кабо-де-Орнос (в перекладі з іспанської — мис Горн, фактично — комуна мису Горн) за назвою легендарного мису, що знаходиться на території комуни (на острові Горн).

## Демографія
Згідно з відомостями, зібраними в ході перепису Національним інститутом статистики, населення комуни становить 2601 осіб, з яких 1616 чоловіків і 985 жінок.
Населення комуни становить 1,66 % від загальної чисельності населення області Магальянес і Чилійська Антарктика, при цьому 14,46 % відноситься до сільського населення і 85,54 % — до міського.
Головні населені пункти комуни — Пуерто-Вільямс, Пуерто-Наваріно, Калета-Мехільйонес, Калета-Еухенія і Пуерто-Торо (засноване в 1892 році). Всі основні населені пункти розташовані на північному березі острова Наваріно, на березі протоки Бигль, навпаки південний берега головного острова Вогненна Земля. Берегова дорога, яка оздоблює протоку Бігля, об'єднує вищезгадані селища. Більшість їх населення — морські рибалки, зайняті ловом морського краба.